# Cais de São José de Ribamar
O Cais de São José de Ribamar é uma estrutura localizada na cidade de São José de Ribamar, cidade vizinha a São Luís, Maranhão.
Possui 4.600 m² e conta com uma ponte e um píer para atracação das embarcações.
Em 2017, foi inaugurada a nova estrutura do cais, com a entrega de passeio público, praça, arborização, ciclovias, mirantes, além de recuperação do quebra-mar da cidade, sendo um importante ponto turístico de São José de Ribamar.